# Leonor de Cisneros

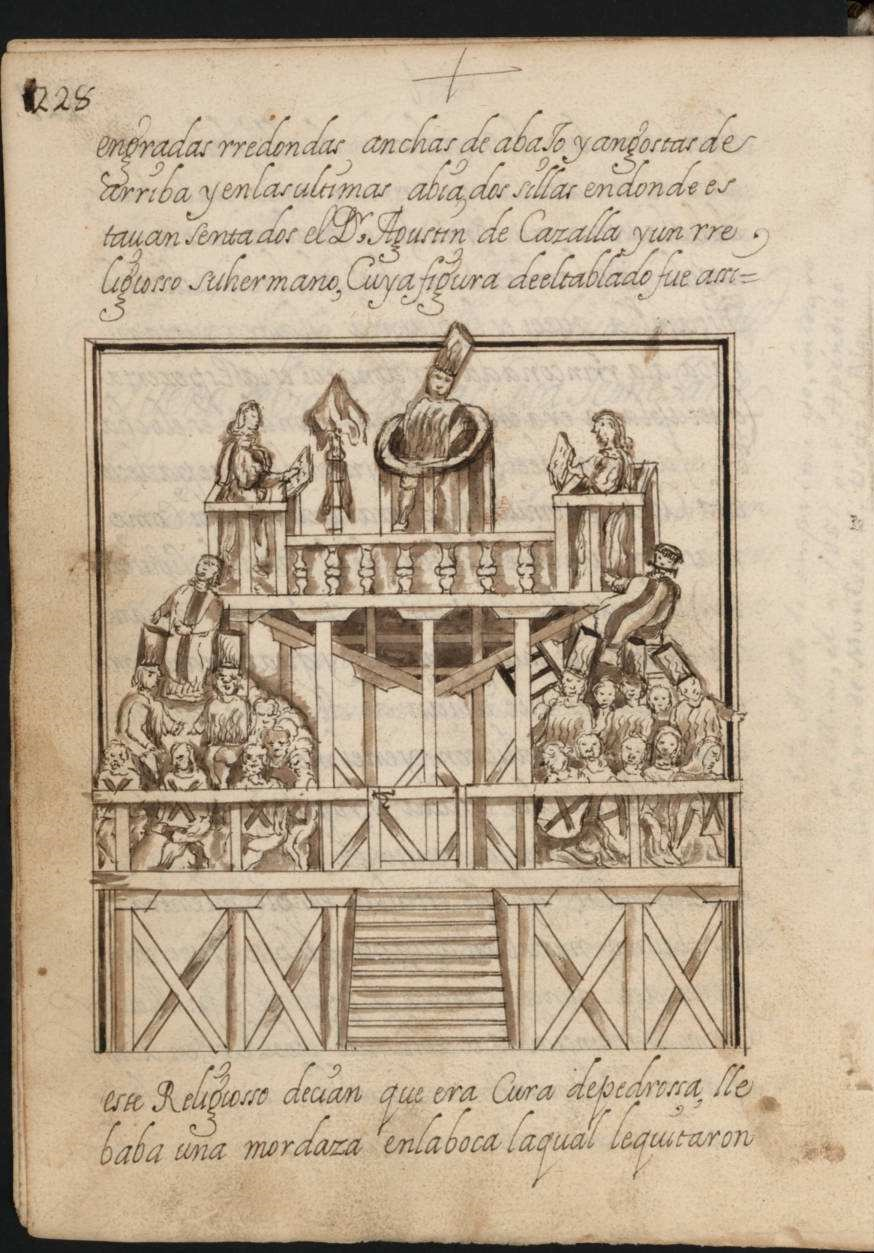
Auto de fe de Agustín Cazalla según un dibujo de Ventura Pérez en el manuscrito de su Historia de la muy noble y muy leal ciudad de Valladolid conservado en la Biblioteca Nacional de España, signatura MSS/19325 V.1.

Leonor de Cisneros (Valladolid, c. 1536-1568) fue una dama española, protestante y esposa del licenciado Antonio Herrezuelo, arrojado a las llamas en 1559, en tanto que ella, reconciliada en el Auto de fe celebrado en Valladolid el 21 de mayo de ese año, fue condenada a reclusión perpetua. 

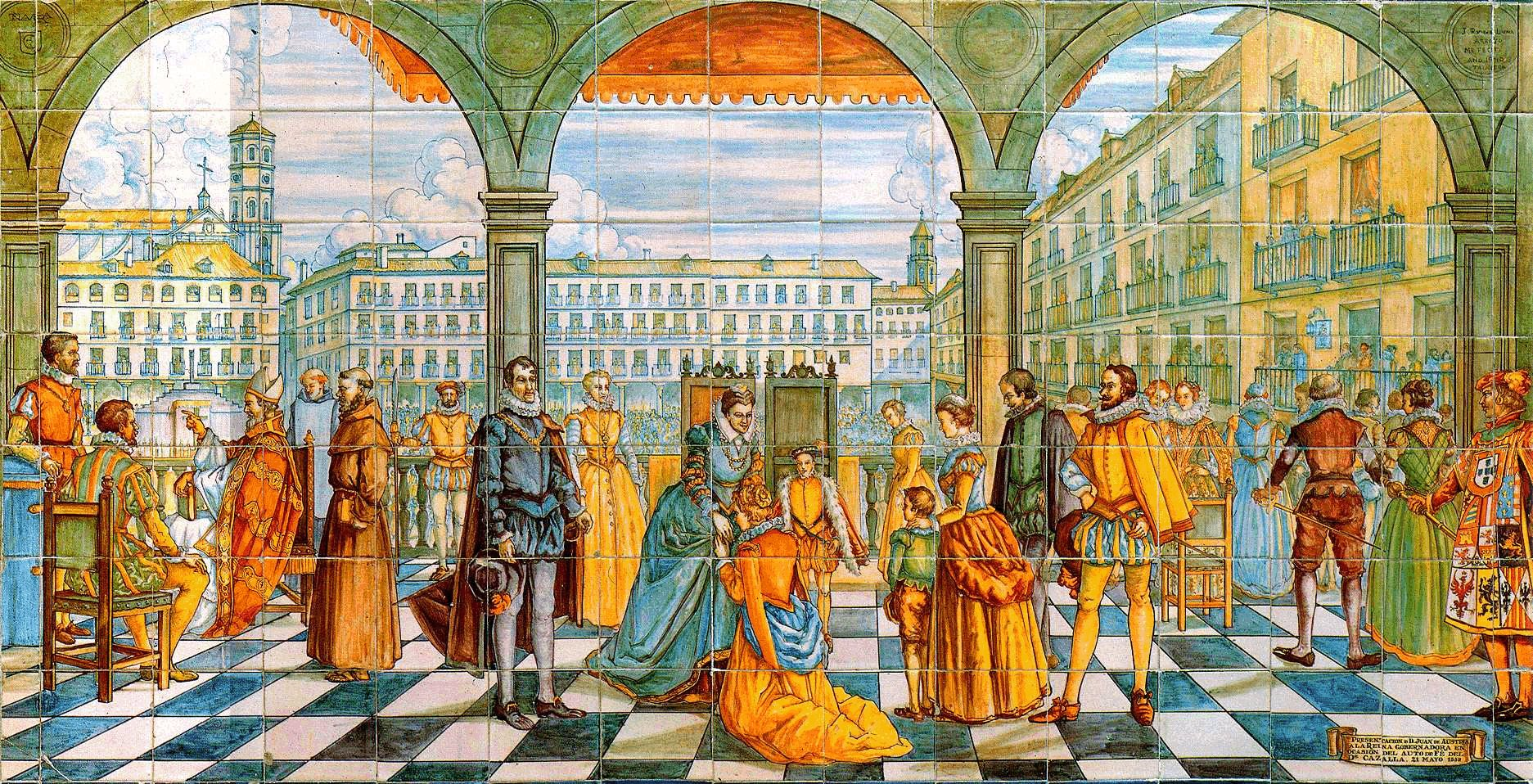
Presentación de don Juan de Austria a la reina gobernadora en ocasión del auto de fe del doctor Cazalla el 21 mayo de 1559, panel de azulejos de Talavera de J. Ruiz de Luna, 1939-1940; Valladolid, zagúan del Palacio de Pimentel.

## Datos biográficos
Nada concreto se sabe de su vida hasta que en 1553 contrajo matrimonio con el abogado y erudito Antonio Herrezuelo. Al año siguiente, ambos entraron a formar parte de la comunidad evangélica de Toro (Zamora), fundada por el italiano Carlos de Seso (m. Valladolid, 8 de octubre de 1559), constituida entonces por unas setenta personas.
En 1559, todos sus miembros fueron detenidos e interrogados por la Inquisición, quien les ofreció la posibilidad de abjurar de su fe como medio de no ser ejecutados. El embajador veneciano, Paolo Tiepolo informó por escrito al Dogo y al Senado veneciano de las ejecuciones de Valladolid, el 28 de mayo de 1559: "En Valladolid, diez de los principales nobles de la provincia han sido quemados vivos por heresía".
El 16 de junio, Tiepolo añadió una lista con los nombres de los condenados por la Inquisición: «Al licenciado Herrezuelo le han confiscado sus bienes y ha sido condenado a muerte. Fue, finalmente, quemado vivo porque porfió en su herejía, permaneciendo amordazado, y sin llegar siquiera a reconocer a la Iglesia de Roma».
Fue Herrezuelo, de hecho, el único de los condenados a la hoguera que murió vivo entre las llamas, pues los restantes como reconciliados fueron estrangulados antes de ser arrojados al fuego. Juan Antonio Llorente, historiador y crítico del Santo Oficio tras haber sido «secretario largo tiempo de aquel Tribunal» describió así el momento:

Leonor de Cisneros, vecina de Toro, de edad de 24 años, muger del licenciado Antonio Herreruelo, citado entre los impenitentes: tuvo igual sentencia que las dos antecedentes [Juana Silva de Ribera y Constanza de Vibero Cazalla: sambenito, cárcel perpetua e incautación de bienes]. Cuando su marido bajaba del tablado del auto de fé, vio a su mujer con sambenito de reconciliación, y que no tenía el de llamas y diablos como el suyo; se enfureció de rabia de que no se hubiera mantenido constantemente en sus opiniones; la dio un pintapie, y la dijo enojado: ¿Es ese el aprecio de la doctrina que te he enseñado en seis años?

Ella calló y sufrió con humildad y paciencia.